# سالسا (فیلم ۱۹۸۸)
سالسا (به انگلیسی: Salsa) فیلمی در ژانر موزیکال است که در سال ۱۹۸۸ منتشر شد.